# Via mystica
Via Mystica, en rockmässa som togs fram till Göteborgs filmfestival år 2002 av Göteborgs stift. Rockmässan har sedan den framfördes för första gången i Annedalskyrkan, Göteborg, framförts vid flera tillfällen i Göteborg samt framför allt i Växjö stift som under 2006 och 2007 haft den med som ett stående inslag vid de sex regionala konfirmandträffarna. Gudstjänsten är uppbyggd som en musikvideo, där ljud, ljus och musik berättar om livet med Gud. Den musik som spelas är bland annat Depeche Mode, U2, Anastacia och Manic Street Preachers.